# Майк Конлі
Майкл Алекс Конлі (англ. Michael Alex Conley; нар. 5 жовтня 1962, Чикаго, Іллінойс, США) — американський легкоатлет, що спеціалізується на потрійному стрибку та стрибках у довжину, олімпійський чемпіон 1992 року, срібний призер Олімпійських ігор 1984 року, чемпіон світу.

## Кар'єра
| Рік             | Змагання                     | Місто                | Місце           | Дисципліна        | Примітки        |
| Представник США | Представник США              | Представник США      | Представник США | Представник США   | Представник США |
| --------------- | ---------------------------- | -------------------- | --------------- | ----------------- | --------------- |
| 1983            | Чемпіонат світу              | Гельсінкі, Фінляндія | 3               | стрибки у довжину | 8.12 м          |
| 1983            | Чемпіонат світу              | Гельсінкі, Фінляндія | 4               | потрійний стрибок | 17.13 м         |
| 1984            | Олімпійські ігри             | Лос-Анджелес, США    | 2               | потрійний стрибок | 17.18 м         |
| 1987            | Чемпіонат світу в приміщенні | Індіанаполіс, США    | 1               | потрійний стрибок | 17.54 м         |
| 1987            | Чемпіонат світу              | Рим, Італія          | 8               | стрибки у довжину | 8.10 м          |
| 1987            | Чемпіонат світу              | Рим, Італія          | 2               | потрійний стрибок | 17.67 м         |
| 1989            | Чемпіонат світу в приміщенні | Будапешт, Угорщина   | 3               | стрибки у довжину | 8.11 м          |
| 1989            | Чемпіонат світу в приміщенні | Будапешт, Угорщина   | 1               | потрійний стрибок | 17.65 м         |
| 1991            | Чемпіонат світу              | Токіо, Японія        | 3               | потрійний стрибок | 17.62 м         |
| 1992            | Олімпійські ігри             | Барселона, Іспанія   | 1               | потрійний стрибок | 18.17 м         |
| 1993            | Чемпіонат світу              | Штутгарт, Німеччина  | 1               | потрійний стрибок | 17.86 м         |
| 1995            | Чемпіонат світу              | Гетеборг, Швеція     | 7               | потрійний стрибок | 16.96 м         |
| 1996            | Олімпійські ігри             | Лос-Анджелес, США    | 4               | потрійний стрибок | 17.40 м         |